# 孫凡茵
孫凡茵（1992年3月30日—），藝名孫沐辰，舊藝名小歪，台灣女藝人。

## 演藝經歷
小歪廚房系列影片做為開端，連續推出了4集，皆是穿著清涼大膽，每一集推出都會引發爭議，甚至有男大生為此創作了小歪廚房第五集(愛的告白)，用裸露猥褻的言詞向小歪告白，最後遭小歪以誹謗罪提告。
小歪廚房暴紅後，她曾自曝有被藝人小鍾留過電話、照片，但之後想約小鍾吃飯時卻被對方封鎖。
小歪形象引發部分網路鄉民的暴動，之後與另一位youtuber黑男合作一隻道歉片，原以為用「要露出道歉」網友會買帳，結果反而引發更大的負面效果。
小歪大膽言行、作風備受爭議，她過去也曾用膠帶貼住3點，自稱是人體藝術，正負評價皆有。打開知名度後，孫凡茵目前已成為星雨國際有限公司旗下藝人，經常擔任展場模特兒，也開始跑各電視台通告。

## 外部連結
- 孫沐辰的Facebook專頁
- 孫沐辰的Instagram帳戶
- YouTube上的小歪孫沐辰